# David Silveti
David Silveti Barry plus connu sous le nom de David Silveti, né le 3 octobre 1955 à Mexico, Mexique, mort le 12 novembre 2003 à Salamanca (Mexique, État de Guanajuato), est un matador mexicain.

## Présentation
Avec un grand-père et un père tous deux matadors, il est issu d'une grande dynastie de toreros mexicains qui compte aussi son frère cadet Alejandro Silveti. David Silveti fait partie de ces matadors qui ont poursuivi des études supérieures tout en pratiquant le toreo, comme l'avait fait son parrain Manolo Martínez.
Star dans son pays, admiré de l'autre côté de l'Atlantique aussi bien au Mexique que par les aficionados yankees,, il n'a pas eu en Europe le succès qu'il aurait pu avoir, sans doute parce qu'il s'est absenté du ruedo peu après sa confirmation d'alternative à Madrid, à cause des nombreuses interventions chirurgicales qu'il a dû subir.

## Carrière
À l'âge de 12 ans il commence une carrière de becerriste et il se présente pour la première fois en public à San Luis Potosí  le 1er décembre 1967.
Après ses débuts en novillada piquée à Progreso le 1er décembre 1974, il renonce à ses études universitaires. Il se présente ensuite dans la Monumental Plaza de toros México le 19 juin 1977 et pendant tout cette année 1977, il est un novillero apprécié aussi bien à la Real Maestranza de Séville que dans les arènes de Las Ventas à Madrid.
Il prend son alternative à Irapuato (Mexique, État de Guanajuato) le 20 novembre 1977 avec pour parrain Curro Rivera et pour témoin, Manolo Arruza, face au taureauCatrín de Mariano Ramirez. Il confirme  son alternative à Mexico le 7 janvier 1979 avec pour parrain Manolo Martínez et pour témoin Eloy Cavazos devant le taureau Camarada de la ganadería Mimihuapán.
À Madrid, il confirme son alternative le 24 mai 1987 avec pour parrain Nimeño II et pour témoin Tomás Campuzano devant le taureau Huidizo (539 kg) issu de l'élevage mexicain San Mateo.
Mais, lors de sa confirmation d'alternative à Mexico, une blessure au genou a sérieusement endommagé ses ligaments, ce qui l'oblige à de multiples opérations. Après un dernier retour dans le ruedo en 2002 à San Miguel de Allende où il reçoit une blessure qui le handicape gravement, David Silveti se retire définitivement, mais il se suicide l'année suivante d'une balle de pistolet. Selon Lynn Sherwood, il aurait déclaré, après une prestation dont il n'était pas satisfait au cours d'une de ses dernières corridas : « Si je dois continuer à toréer aussi mal, je me tire une balle ».

## Le style
Sa carrière est celle d'un torero courageux et stylé, mais c'est aussi une suite de terribles blessures, alternant avec des triomphes. Il savait faire preuve de témérité sans  être pour autant tremendiste. Il avait l'art de la lenteur.